# Federico Ferrone
Federico Ferrone (Firenze, 13 agosto 1981) è un regista italiano.

## Biografia
Nel 2004 ha diretto, insieme a Francesco Ragazzi e Constance Rivière, il suo primo documentario, Banliyö-Banlieue, vincitore del principale premio al Festival Videopolis e del premio del miglior cortometraggio al Festival Molise cinema.
L'anno successivo lavora come aiuto regista per la serie di documentari Histoires en Méditerranée, prodotta da Cinétélefilms a Tunisi.
Nel 2007 dirige, sempre insieme a Francesco Ragazzi e con Michele Manzolini, il suo secondo documentario, Merica. Il treno va a Mosca, codiretto con Michele Manzolini, ha partecipato in concorso alla 31ª edizione del Torino film festival.
Nel 2019, insieme a Michele Manzolini dirige Il varco, un film di finzione costruito con materiali d'archivio sia ufficiali che inediti della Seconda guerra mondiale, presentato in anteprima alla 76ª Mostra internazionale d'arte cinematografica, nella sezione Sconfini. La sceneggiatura del film è firmata da Federico Ferrone, Michele Manzolini e Wu Ming 2.

## Filmografia
- Banliyö- Banlieue (2004) con Francesco Ragazzi e Constance Rivière
- Merica (2007) con Francesco Ragazzi e Michele Manzolini
- Il treno va a Mosca (2013) con Michele Manzolini
- Il varco (2019) con Michele Manzolini
- La cosa migliore (2024)